# 5415 Lyanzuridi
Az 5415 Lyanzuridi (ideiglenes jelöléssel 1978 TB2) a Naprendszer kisbolygóövében található aszteroida. Nyikolaj Sztyepanovics Csernih fedezte fel 1978. október 3-án.